# زينب بانجورا
زينب بانجورا (بالإنجليزية: Zainab Bangura)‏ (و. 1959  م) هي دبلوماسية سيراليونية.
شغلت سابقا منصب الممثل الخاص للأمم المتحدة المعني بالعنف الجنسي في حالات النزاع ووكيل الأمين العام للأمم المتحدة خلفا لمارغو والستروم. تأسس مكتبها بموجب قرار مجلس الأمن رقم 1888، الذي قدمته هيلاري كلينتون. خلفتها في المنصب براميلا باتن.

## مناصب
تولت منصب وزير الصحة.

## التعليم
تعلمت في Fourah Bay College ‏، وجامعة نوتنغهام.

## جوائز
حصلت على جوائز منها:
- بي بي سي 100 إمرأة (2013).